# 航天飞机运输飞机
航天飞机运输机（Shuttle Carrier Aircraft，SCA，以下简称「运输机」）是NASA用来运输航天飞机轨道器的两架大幅度改进的波音747，分別改裝自一架747-100型與一架747-100SR型客機。
运输机通常是将航天飞机轨道器从降落地运到肯尼迪航天中心发射复合体，特别情况下，作为陆面运输的替代品。轨道器装卸设施，是一种大型的类似龙门起重机的设备，将轨道器离地，进行飞行后的维护，然后放置在运输机之上进行运输。
1977年，在进场着陆试验中，试验航天飞机从运输机顶部释放，在无动力自控下着陆。

## 研发
第一架波音747-100（注册号N9668）是一架原本交付給美國航空的747-100，但後來因美航更改訂單而未能交付。1974年轉售NASA，註冊號更改為N905NA，引进的时候是为了NASA德莱顿的飞行尾涡流研究，还进行与一架F-104以密集队形并飞，模拟747释放轨道器。

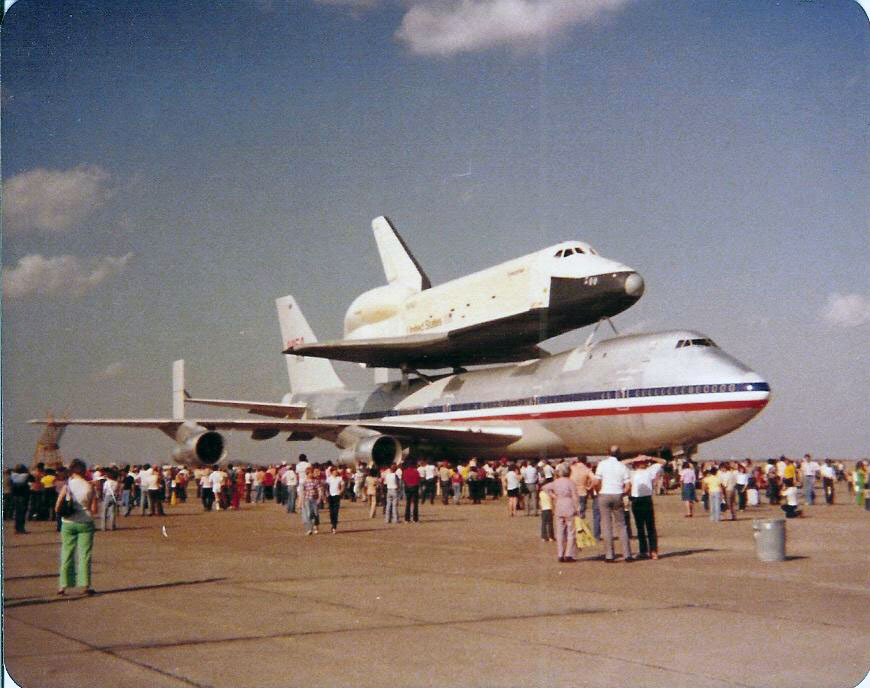
1978年的N905NA，机身有前美国航空公司的涂装

1976年，波音公司开始对飞机进行大幅度修改，机舱座椅被移除，并加装了支杆，并对机身加强。机尾增加垂直安定面。电子设备和发动机也得到升级。加装了类似波音747首次飞行测试的轴隧应急出口。进场着陆测试后，应急出口就被去掉，因为由此逃生的乘员可能被发动机吸入。
NASA原本考虑用C-5运输机来运送轨道器，不过比起C-5的高翼设计，NASA更看好747的低翼，而且考虑到美国空军可能会保留C-5的使用权，NASA最终选择了747。

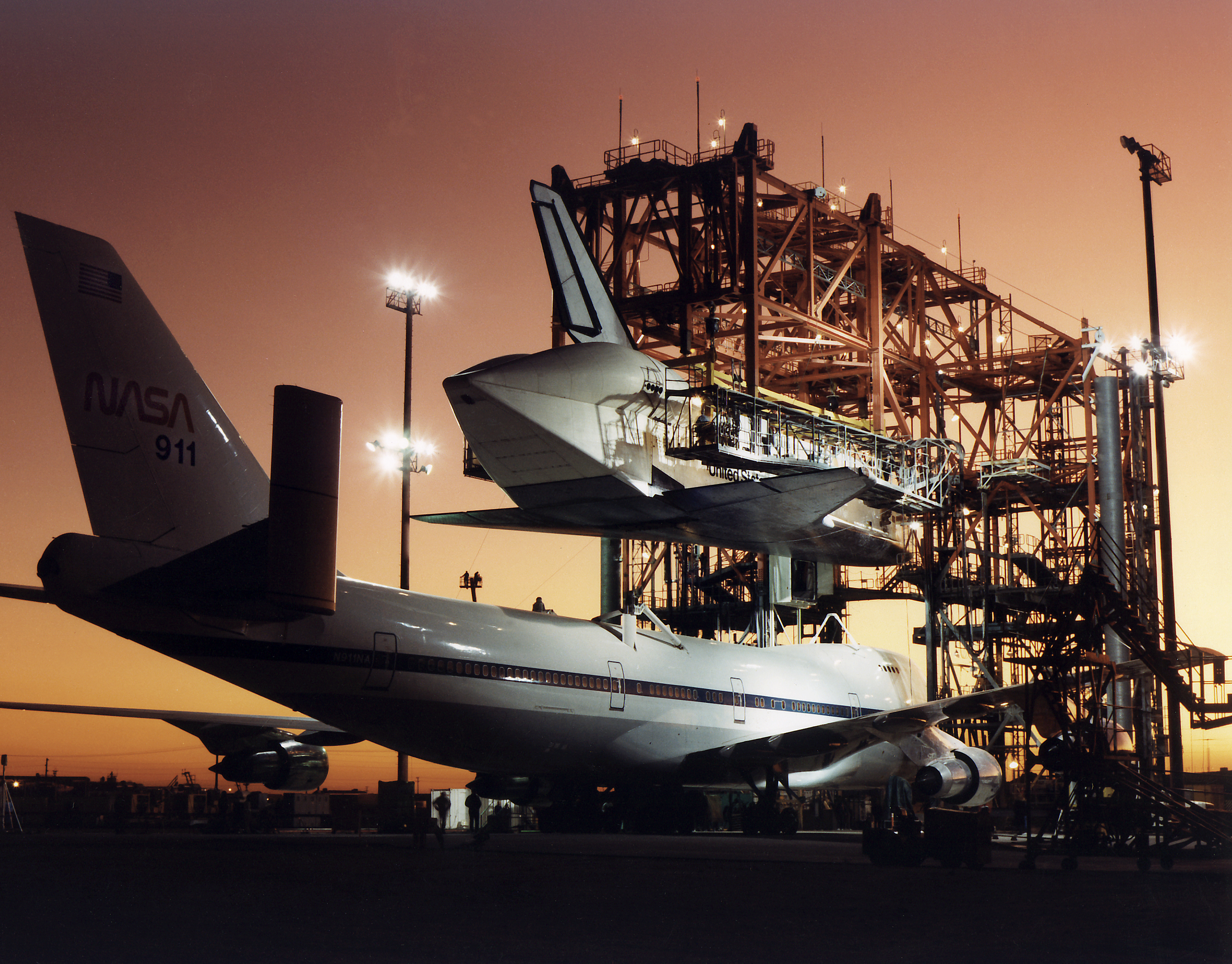
在德莱顿飞行研究中心，亞特蘭提斯號与N911NA配对

负载轨道器飞行增加了阻力和重量，消耗更多油料，航程从10100 km缩减到1850 km。进行跨大陆飞行，运输机需要中途加油数次。运输机最高飞行高度4572米，巡航速度0.6马赫。穿梭機運輸飛機運送穿梭機的飛行，需要170人的隊伍，與一星期的時間進行準備。

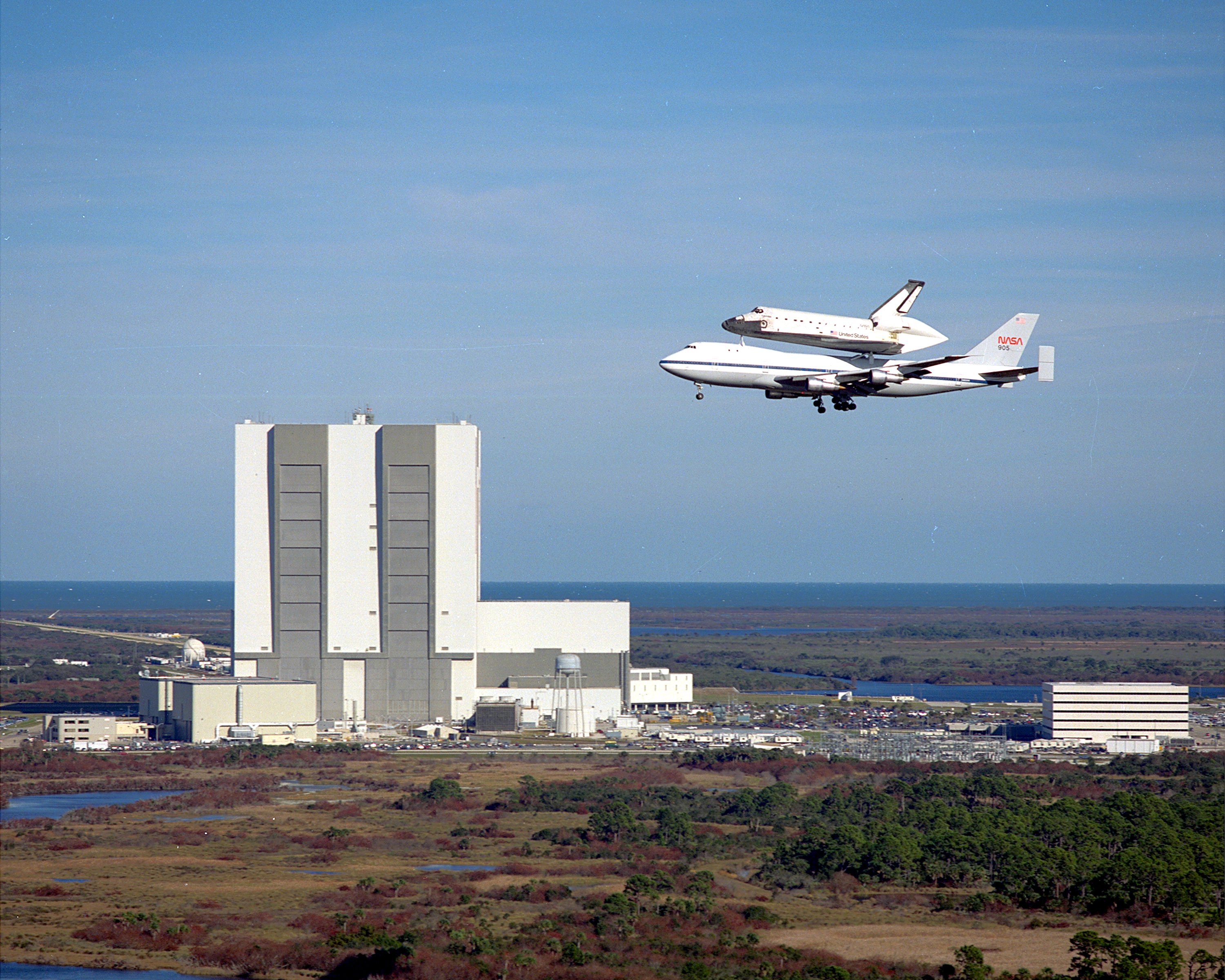
1986年，N905NA运送哥伦比亚号，飞过肯尼迪航天中心的垂直装配间，此时的N905NA已经没有美国航空的涂装。

研究人员考虑给运输机加装空中加油设备，此项改进已经在美国空军的波音E-4（改进型747-200）上进行。然而在与空中加油机编队密集飞行测试加油靠近时，N905NA的尾翼出现细小裂痕，虽然可能不是试验飞行造成的，但研究人员认为没有必要承担无谓风险，何况并没有给运输机加增空中授油能力的迫切需求，研究便被搁置了。
1980年代初，N905NA运输机不再使用美国航空公司的红白蓝涂漆，NASA替换上自己的涂装，白色机身带一条蓝线。
1988年，在挑战者号航天飞机灾难的余波下，NASA宣布再次購入一架原本在日本航空公司營運的747-SR100（原有编号JA8117），经过与N905NA类似的改装后编号改为N911NA。1991年第一次任务是从生产地帕姆代尔运送新的航天飞机奋进号到甘迺迪太空中心。

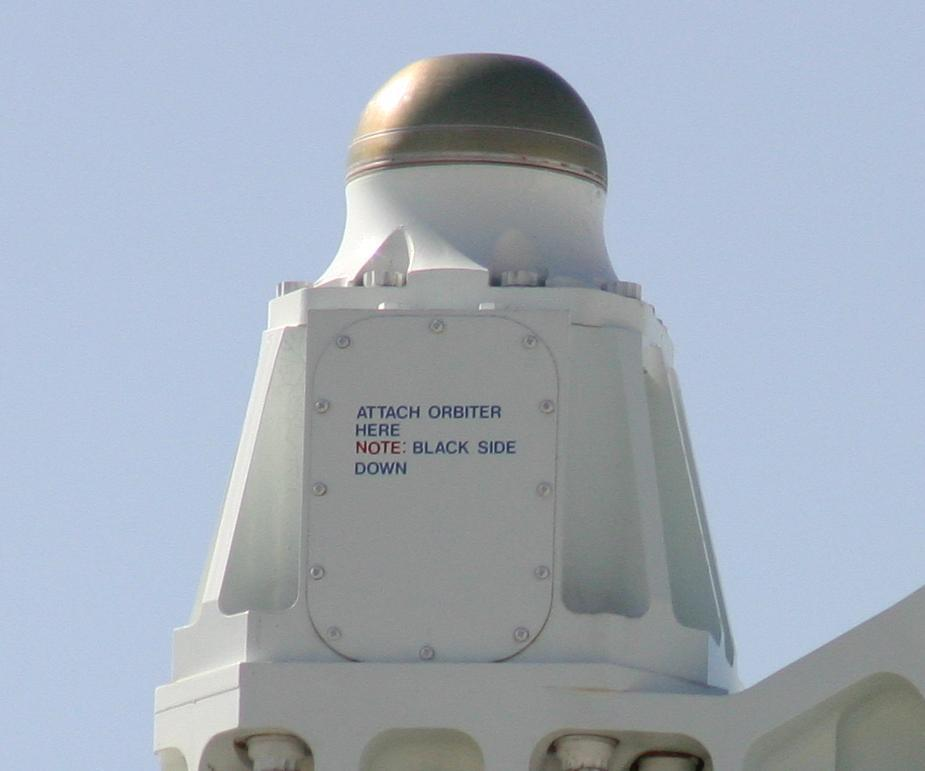
轨道器支座上一句关于安装轨道器的幽默提示（中文意思为“轨道器连接至此，黑色面朝下”）

这两架运输机基本相同，N911NA每侧有五个上层甲板舷窗，而N905NA每侧只有两个。N905NA上的尾部支座有一句玩笑式的说明：轨道器连接至此，黑色面朝下。
运输机在诸如西班牙、法国等地的备选着陆点也能执行运输工作，但由于航程加大，飞行前需要移除一些机载设备减轻重量以保证顺利运输。
2012年2月8日，編號為N911NA的太空梭運輸機最後一次飛往德莱顿之後宣告退役，一些部件將用於同溫層紅外線天文台。
而N905NA在太空梭退役之後承擔了將退役的太空梭運輸至博物館的任務，於2012年9月24日在完成最後一次運輸奮進號太空梭的任務後退役，同年10月由德萊頓飛往休士頓埃靈頓機場，最初計劃與N911NA一樣用於SOFIA的零件供應，但NASA工程師的檢查發現N905NA運輸機上可供SOFIA使用的零件已經很少，N905NA得以被保留，並將於重新組裝後在休士頓太空中心展出，且將搭載太空梭複製品“探測者號”。

## 参数
参考资料：波音747-100参数 Jenkins 2000
基本信息
- 机组：4人：驾驶员，副驾驶，2名随机工程师（不携带轨道器则是1名）

性能

## 多媒体资料

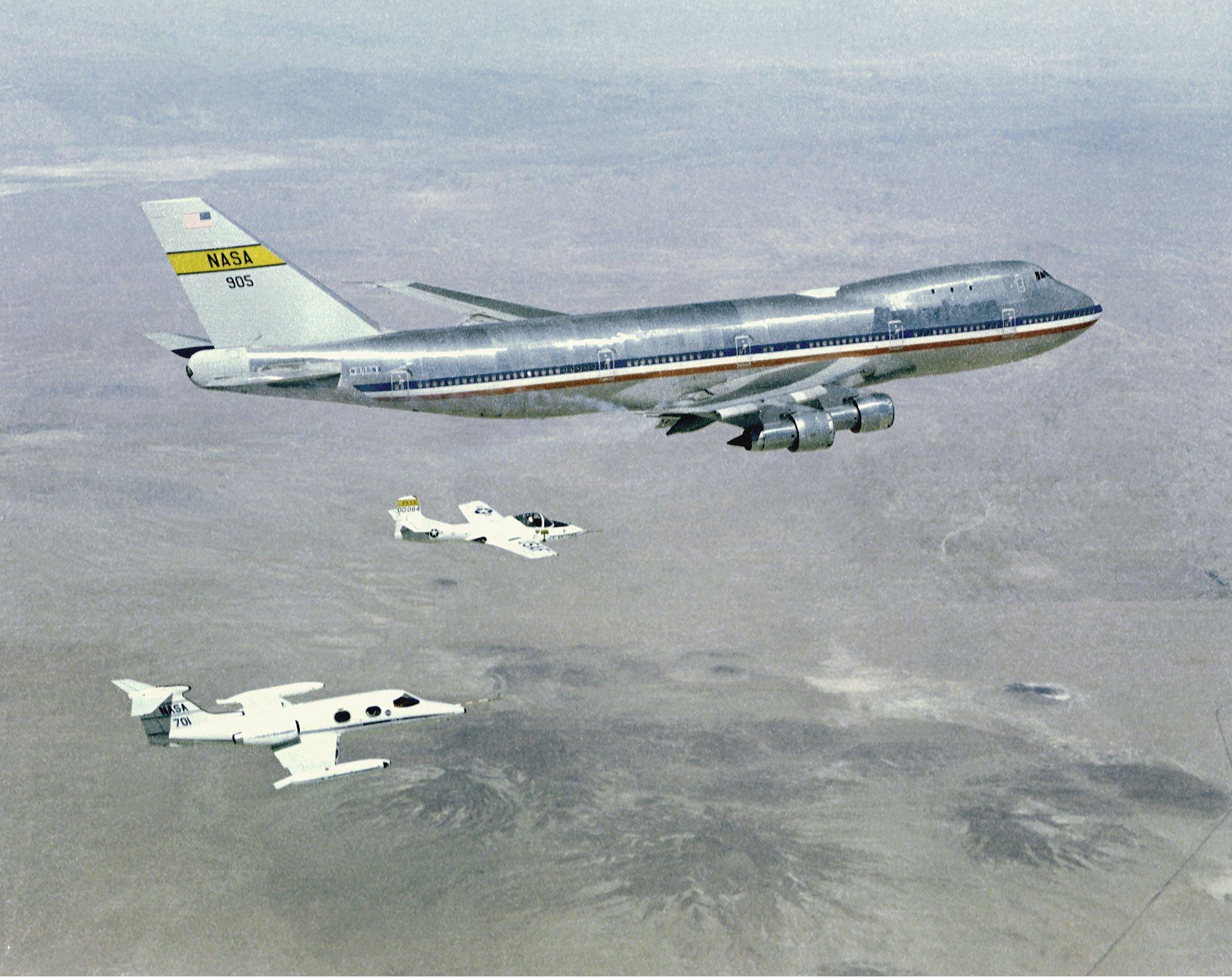
1974年处于试验阶段的N905NA
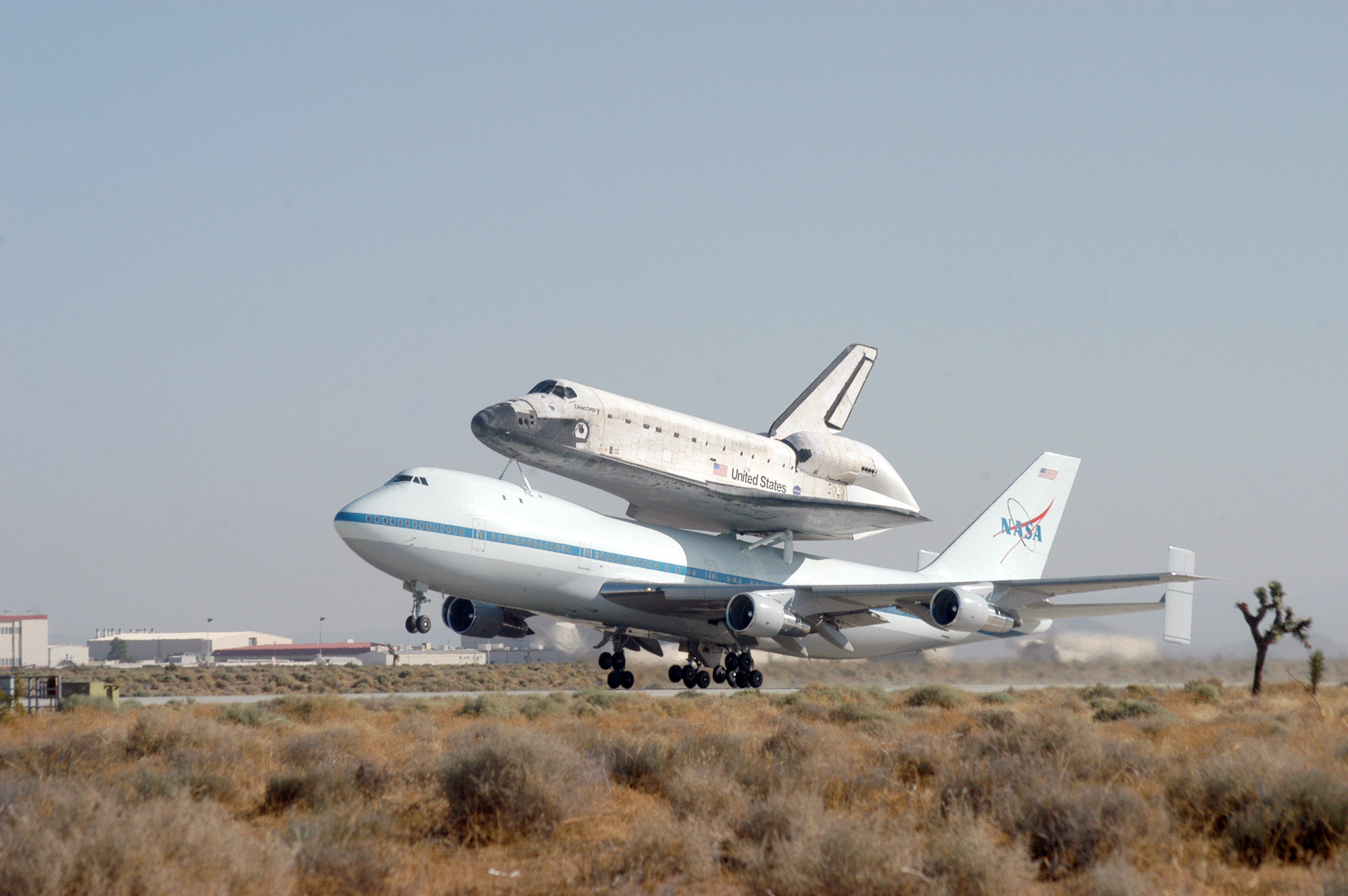
运输机送发现号从爱德华空军基地到肯尼迪航天中心
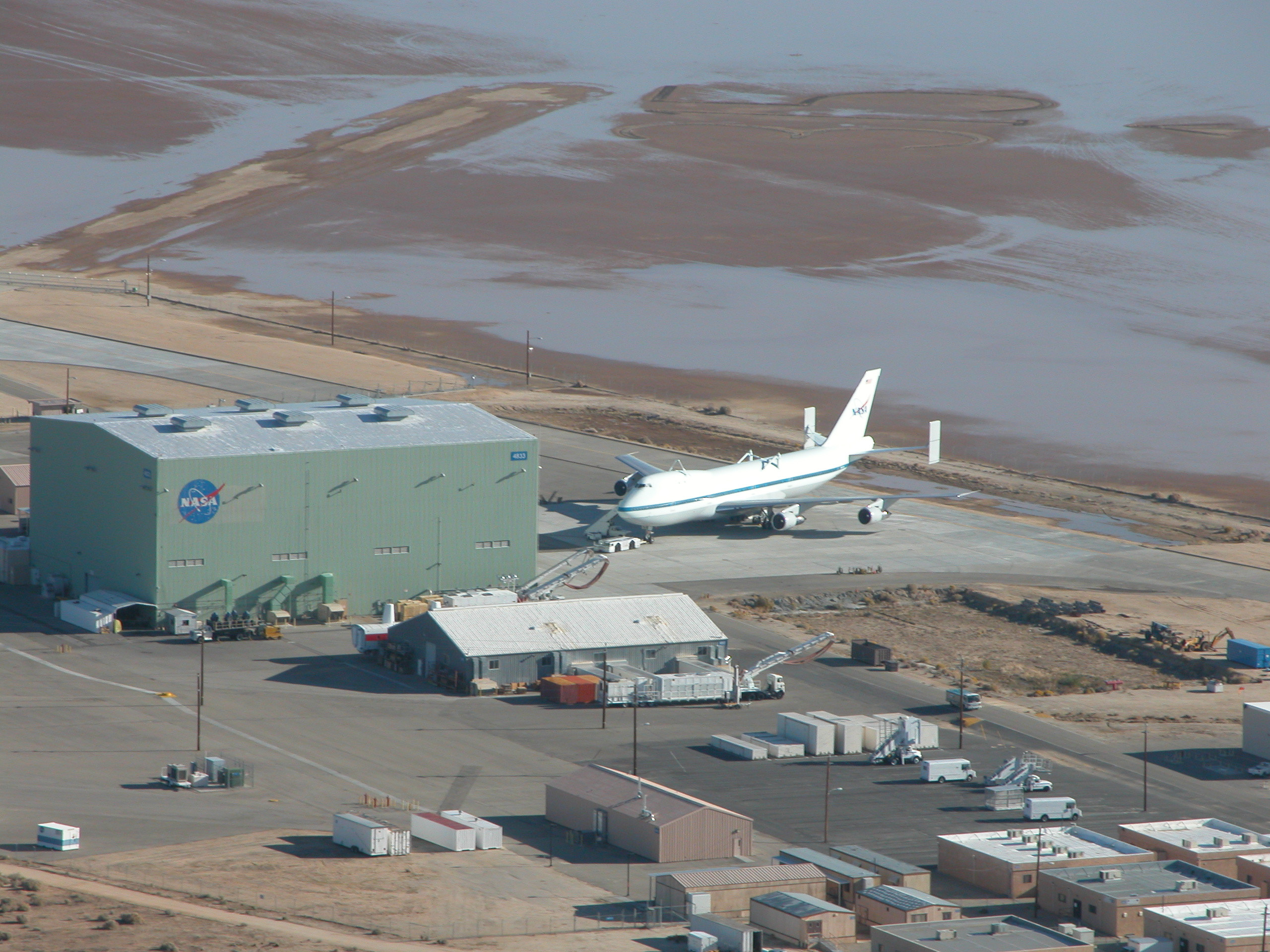
停在德莱顿飞行研究中心的一架运输机
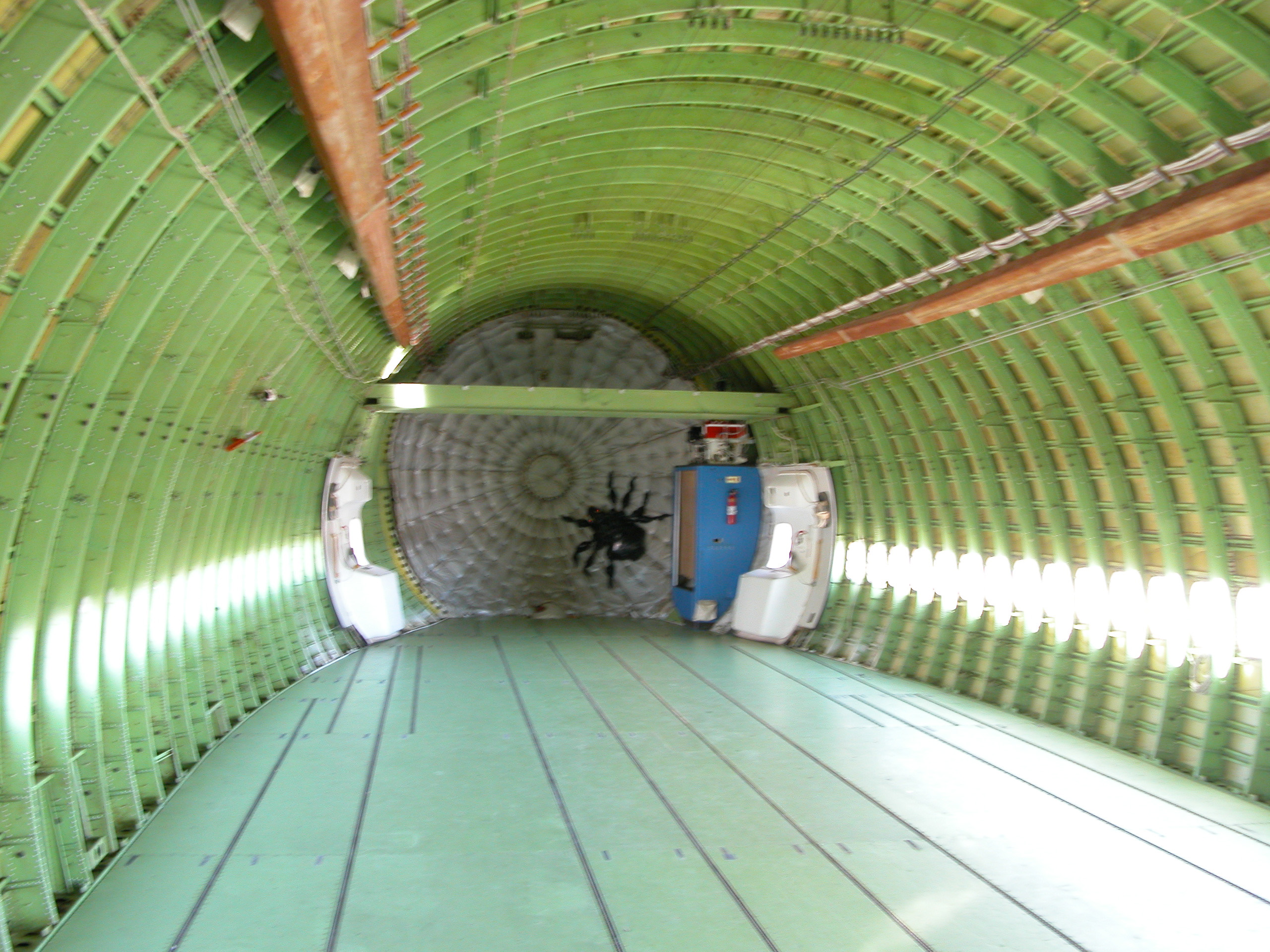
尾部内照，耐压舱壁上安装了受力三角架，最後的氣密牆上掛了一隻巨形蜘蛛布偶
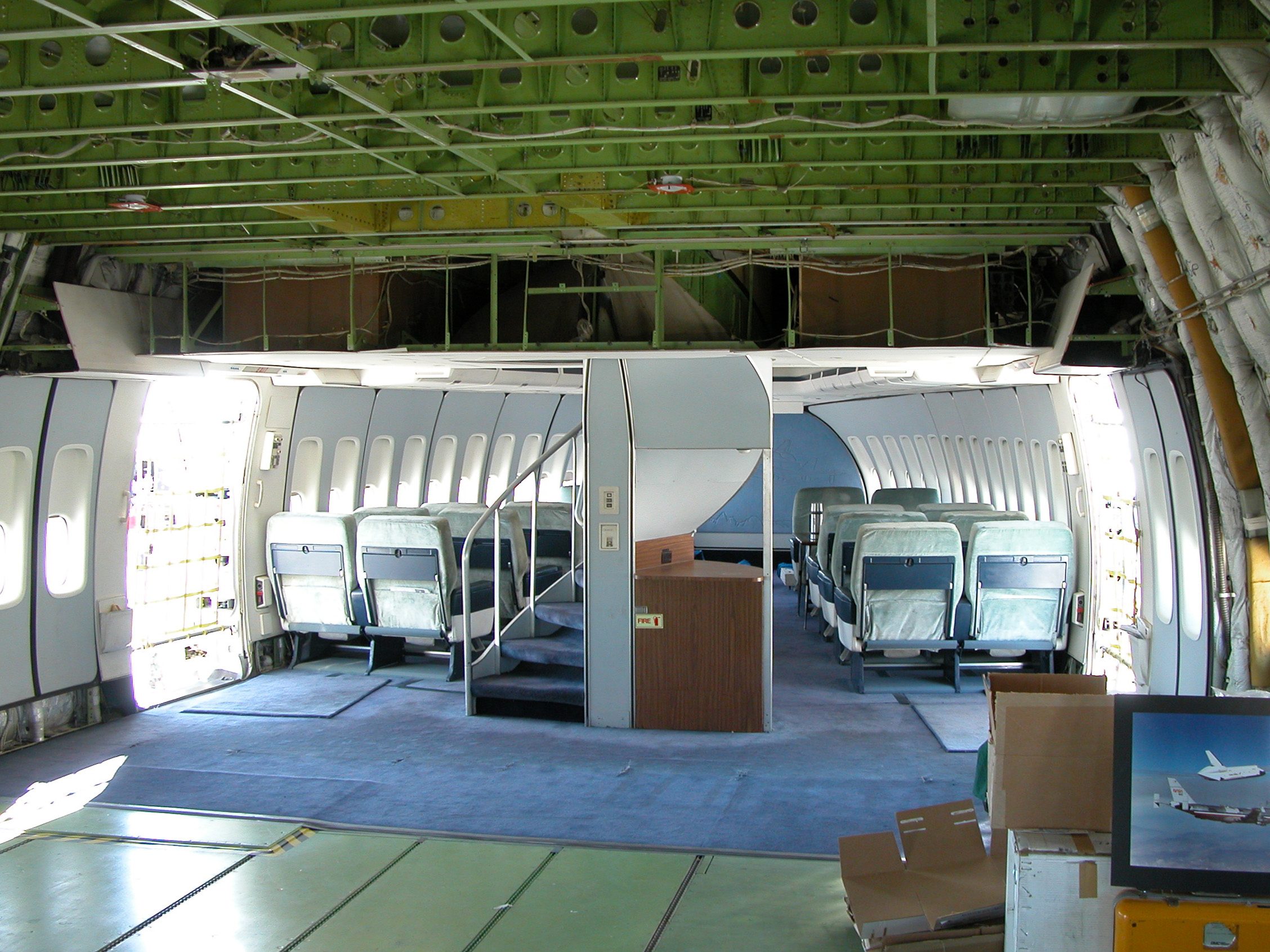
N905NA的头等舱部位，是主甲板唯一没有除去座椅的区域
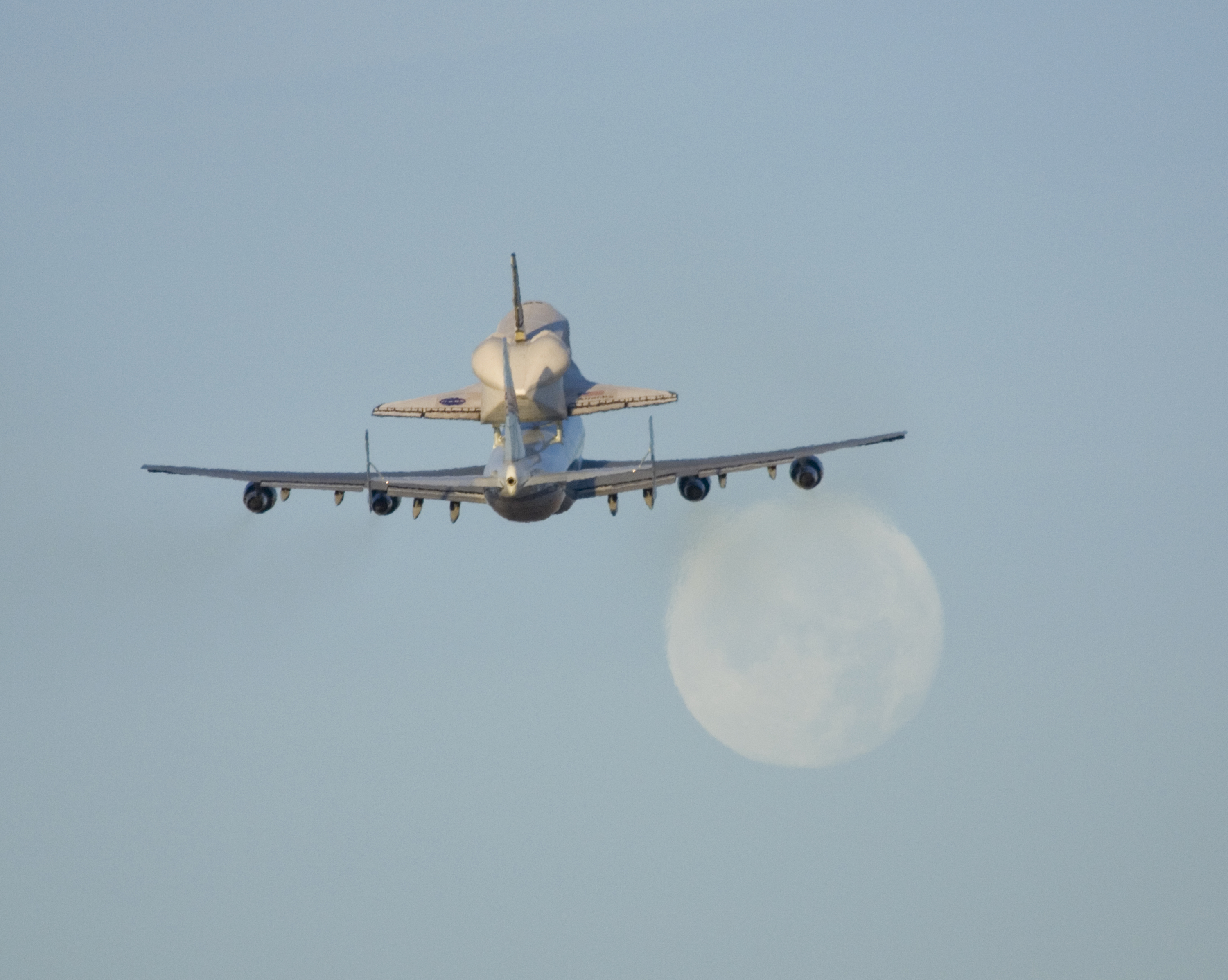
运输机与亚特兰蒂斯号
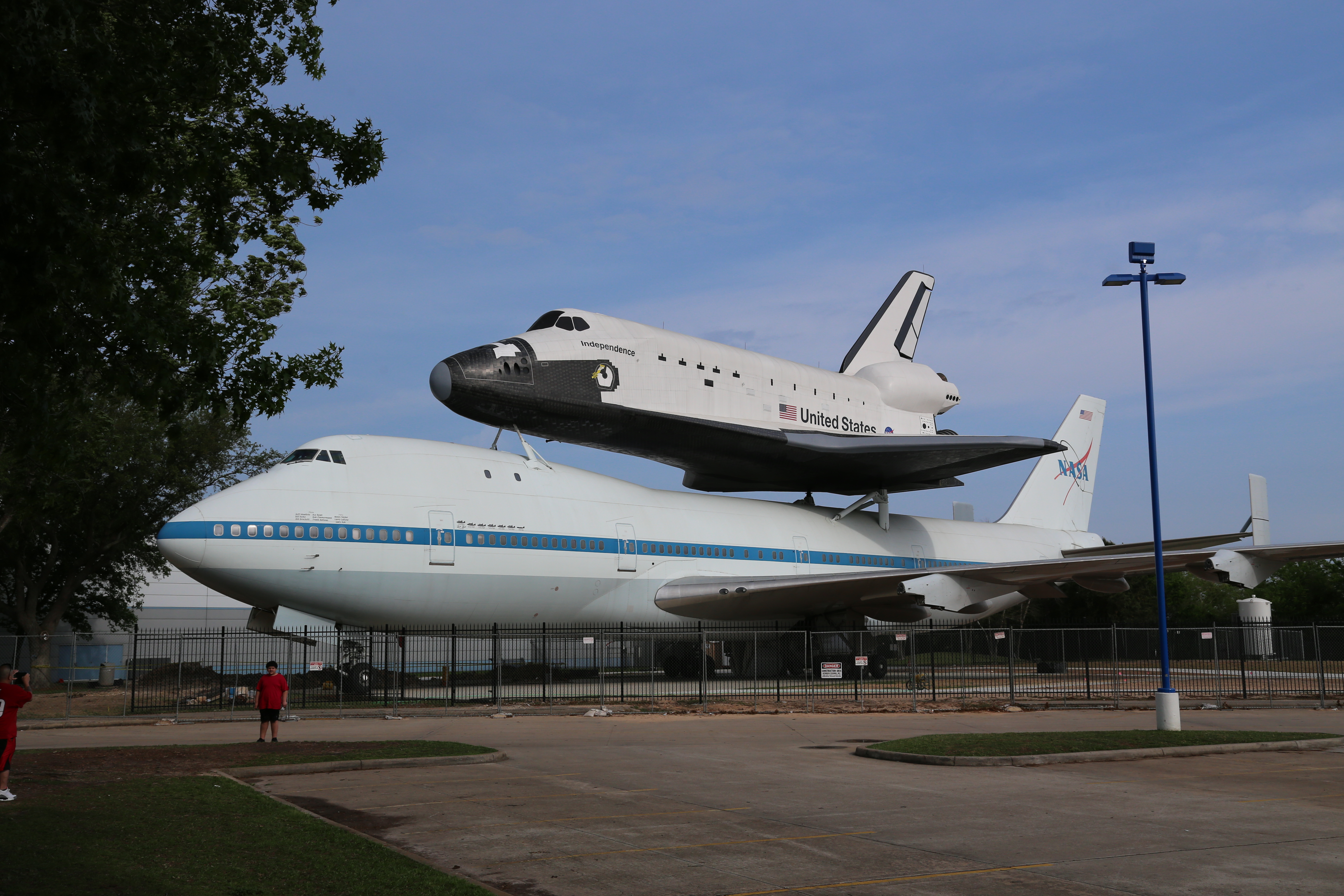
与航天飞机复制品在休士頓太空中心（英语：Space Center Houston）展出的N905NA
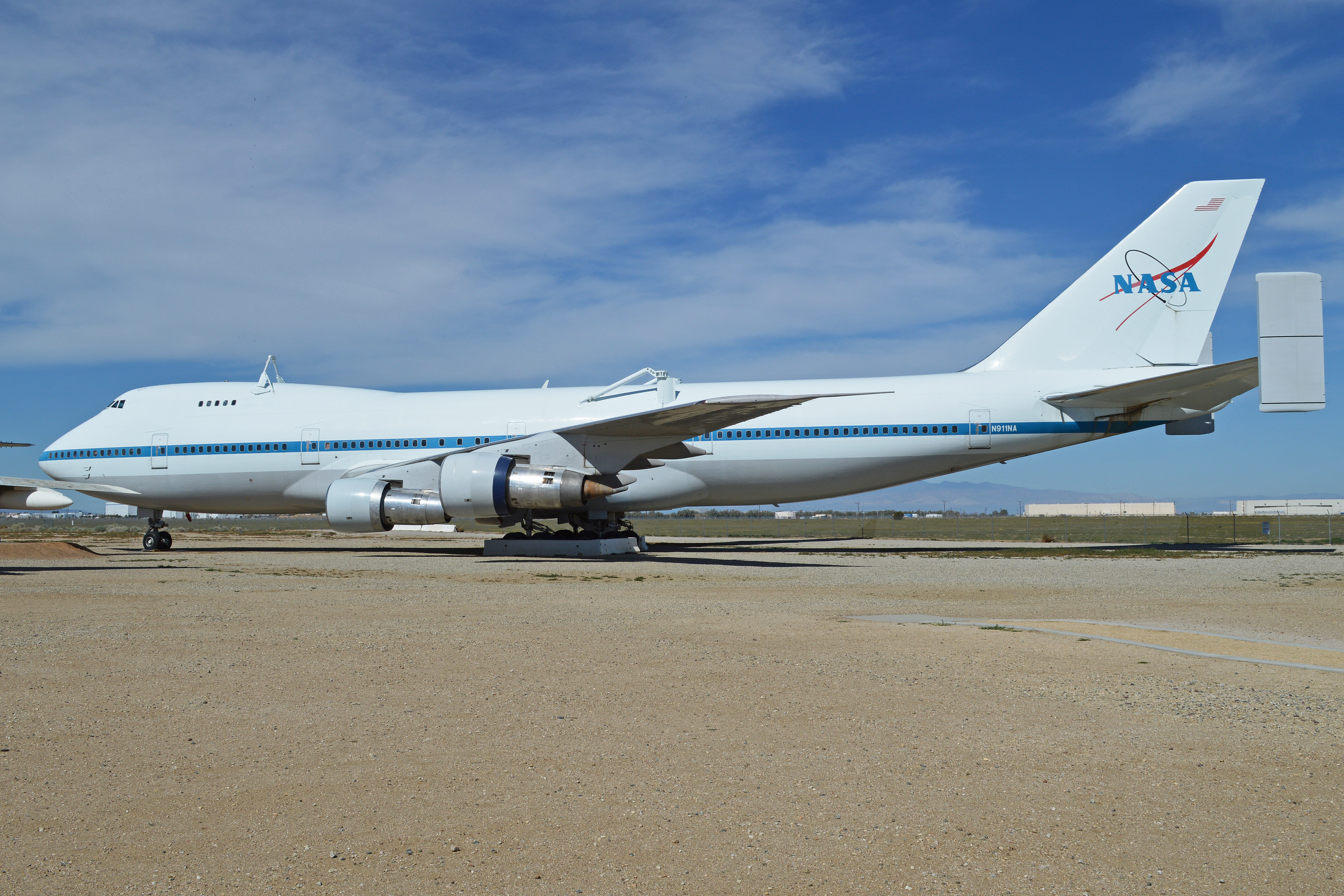
退役后在棕榈谷展示的N911NA
- 运输机靠近奋进号，奋进号正悬在装卸设备上（1994年4月）
- 奋进号装上运输机
- 运输机1992年一次飞行
- 运输机N905NA载着企业号起飞
- 企业号与N905NA分离